# M20 Armored Utility Car
M20 Armored Utility Car (ang. wielozadaniowy samochód pancerny) – amerykański samochód pancerny z okresu II wojny światowej. Został zaprojektowany specjalnie na zamówienie Tank Destroyer Command na wielozadaniowy samochód mogący służyć jako ruchome stanowisko dowodzenia, transporter osobowy i towarowy oraz ruchome stanowisko przeciwlotnicze uzbrojone w karabiny maszynowe.
Konstrukcja bazowała na M8 Greyhound, największą zmianą było usunięcie wieży i zamontowanie zamiast niej ciężkiego karabinu maszynowego. Oprócz tego jedynym uzbrojeniem tego samochodu była zazwyczaj przewożona w nim bazooka oraz broń osobista załogi. Cienki pancerz (pomiędzy 9 a 16 mm) zapewniał ochronę przed odłamkami i bronią małokalibrową.